# 恐竜超世界
『恐竜超世界』（きょうりゅうちょうせかい）は、2019年7月にNHKスペシャルの枠で放送された、恐竜および古生物を特集したドキュメンタリー番組。ナレーターは上白石萌音。恐竜の時代とされる中生代の陸と海の世界を超精密CGを駆使して、最新知見に基づくリアルな恐竜世界を2本シリーズで描き出している。また従来の日本の恐竜番組と異なり、恐竜・古生物の生活描写にストーリー性がもたらされている。制作意図としては、仮説にすぎないものも多いが新情報をあえて積極的に採用するというスタンスで制作されている。
2022年3月には日本の恐竜研究について特集したスピンオフ的な作品『恐竜超世界 in Japan』が放送されたほか、2023年3月には続編『恐竜超世界2』が二部作で放送された。恐竜好きの少女ハルカ役の稲垣来泉を主演としたドラマパートが展開され、彼女の体験する恐竜世界が描写された。

## 各回の内容
『恐竜超世界』
第1集 見えてきた！ホントの恐竜
放送 - 2019年7月7日
第1集は中生代の陸の世界で多種多様に大繁栄を遂げた恐竜についての特集。これまで多くの謎に包まれていた巨大恐竜デイノケイルスや過酷な環境を生き抜く知性派恐竜トロオドンを中心に、革命的な繁栄の鍵となった羽毛との関係について迫る。
第2集 史上最強！海のモンスター
放送 - 2019年7月14日
第2集は中生代の海の世界で恐竜とは全く別の進化の道を歩んだ“海竜”たちについての特集。最強の海棲爬虫類モササウルスを中心に、水中の生活に巧みに適応し海の世界の王者として君臨するまでに到った経緯と胎生の秘密に迫る。
『恐竜超世界2』
前編 巨大恐竜の王国 ゴンドワナ大陸
放送 ‐ 2023年3月21日
前編はかつて南半球に存在した巨大大陸・ゴンドワナに生息していた恐竜についての特集。全長40m以上にも達する巨大恐竜プエルタサウルスや、鋭い爪を持つ新種の肉食恐竜マイプ、そして恐竜大好き少女「ハルカ」が体験するドラマを交え、ゴンドワナの恐竜の謎に迫る。
後編 恐竜絶滅の“新たなシナリオ”
放送 ‐ 2023年3月26日
後編は地球史上最大のミステリーである「恐竜絶滅」についての特集。現在の南半球の各地で、隕石衝突後も恐竜が生き残り、命を繋いでいた可能性を示す証拠から、研究者たちが思い描く恐竜絶滅の新たなシナリオに迫る。

## 登場する生物
太字は各物語での主役。

### 恐竜超世界

#### 第1集
恐竜時代・アジア（モンゴル）
- デイノケイルス
- アヴィミムス
- タルボサウルス
- プロトケラトプス
- ハルシュカラプトル
- ザナバザル

恐竜時代・北極圏
- トロオドン
- パキリノサウルス
- ナヌークサウルス
- ケツァルコアトルス

現代
- シノサウロプテリクス(化石)
- ユウティラヌス(化石)
- カウディプテリクス(化石)
- オヴィラプトロサウルス類(卵の化石)
- スミレコンゴウインコ

#### 第2集
恐竜時代
- モササウルス（プログナソドン[8]）
- スピノサウルス
- シファクティヌス
- ブラカウケニウス（英語版）
- プレシオサウルス科
- ティラノサウルス科
- アンモナイト
- アズダルコ科
- ハドロサウルス科
- カーソサウルス（英語版）
- ティタノサウルス類
- アベリサウルス科
- デスマトケリスあるいはその近縁な分類群

現代
- ノドサウルス科(鱗の化石)
- ドワーフスキンク（英語版）
- フトアゴヒゲトカゲ
- マツカサトカゲ
- ディレピスカメレオン

### 恐竜超世界2
前編
- プエルタサウルス[4]
- マイプ[4]
- カルノタウルス[4]
- スピノサウルス[4]
- マシアカサウルス[9]
- バジャダサウルス[4]
- アベリサウルス科
- ティラノサウルス[5]
- アンキロサウルス
- エドモントサウルス
- ケツァルコアトルス
- デイノケイルス
- アンタルクトサウルス(化石)
- ドレッドノータス(化石)
- フタロンコサウルス(化石)
- エオラプトル(化石)

後編
- プエルタサウルス
- マイプ
- インペロバトル[9]
- ステゴウロス[9]
- ハドロサウルス科
- 小型の羽毛恐竜
- ヴェガヴィス
- エドモントサウルス
- 初期の哺乳類
- クリョロフォサウルス(化石)

## 制作
これまでにない新たな恐竜番組を目指して制作された。対象とする生物はよくスポットの当てられる北アメリカの恐竜ではなく、アジアや北極圏に生息した恐竜、さらには恐竜ではない海生爬虫類に焦点が当てられている。恐竜のCG映像に使われる背景はニュージーランドでロケが行われており、これはアメリカでロケが行われることの多い他の恐竜番組と差別化を図るためである。恐竜のグラフィックは骨格資料や現生鳥類を参考に制作されている。アニメーションでは1分におよぶカットが制作された。
2023年の第2弾ではドラマパートが挿入されている。主な出演者は、恐竜好きの少女ハルカ役の稲垣来泉、ユカリ役の優香、ヒロシ役の田中直樹、大林役の原沙知絵。

## 音楽

### 挿入歌
本作品では挿入歌に日本の4人組ロックバンドRADWIMPSのオリジナルアルバム“ANTI ANTI GENERATION”に含まれている「tazuna」が起用されている。

### サウンドトラック
また本作品では、日本で活動している作曲家エバン・コールと木村秀彬によって作られた全28曲からなるオリジナルサウンドトラックもある。
| #         | タイトル                                | 作詞      | 作曲・編曲 | 作曲担当       | 時間 |
| --------- | --------------------------------------- | --------- | ---------- | -------------- | ---- |
| 1.        | 「恐竜超世界のテーマ」                  |           |            | 木村秀彬       | 5:12 |
| 2.        | 「恐竜新世界」                          |           |            | 木村秀彬       | 4:50 |
| 3.        | 「つかの間の安らぎ」                    |           |            | 木村秀彬       | 2:43 |
| 4.        | 「ニコの恋」                            |           |            | 木村秀彬       | 3:16 |
| 5.        | 「CRISIS +BATTLE」                      |           |            | エバン・コール | 1:17 |
| 6.        | 「慈しみ・慈愛」                        |           |            | 木村秀彬       | 6:07 |
| 7.        | 「慈しみ・慈愛 Up Tempo Ver.」          |           |            | 木村秀彬       | 5:22 |
| 8.        | 「ホワイトのテーマ」                    |           |            | 木村秀彬       | 3:02 |
| 9.        | 「CRISIS +BATTLE2」                     |           |            | 木村秀彬       | 2:37 |
| 10.       | 「彼の池で生き延びる」                  |           |            | 木村秀彬       | 3:00 |
| 11.       | 「春が来た!」                           |           |            | エバン・コール | 2:51 |
| 12.       | 「子育て」                              |           |            | エバン・コール | 3:19 |
| 13.       | 「我が子を守る!!!ニコの死」             |           |            | エバン・コール | 3:45 |
| 14.       | 「命のリレー」                          |           |            | 木村秀彬       | 3:29 |
| 15.       | 「海の王者ジーナ モササウルスのテーマ」 |           |            | エバン・コール | 3:08 |
| 16.       | 「かつては弱小生物のマザー」            |           |            | エバン・コール | 3:21 |
| 17.       | 「モサの知恵」                          |           |            | 木村秀彬       | 3:03 |
| 18.       | 「進化!!!超世界。胎生」                 |           |            | 木村秀彬       | 4:03 |
| 19.       | 「加藤先生、トカゲを捕まえる」          |           |            | 木村秀彬       | 1:42 |
| 20.       | 「超世界の消滅「絶滅」・恐竜の無き後」  |           |            | 木村秀彬       | 3:19 |
| 21.       | 「MYSTERY」                             |           |            | 木村秀彬       | 3:12 |
| 22.       | 「研究者 ACTION」                       |           |            | エバン・コール | 3:00 |
| 23.       | 「なぞを解く」                          |           |            | エバン・コール | 3:18 |
| 24.       | 「なぞを解く Minor Key Ver.」           |           |            | エバン・コール | 3:17 |
| 25.       | 「DISCOVER 研究者の新たな発見」         |           |            | エバン・コール | 3:14 |
| 26.       | 「鳥か恐竜か!!? 驚き」                  |           |            | 木村秀彬       | 2:09 |
| 27.       | 「鳥か恐竜か!!? 驚き Slow Tempo Ver.」  |           |            | 木村秀彬       | 2:28 |
| 28.       | 「ANALYSIS 分析」                       |           |            | エバン・コール | 3:07 |
| 合計時間: | 合計時間:                               | 合計時間: | 93:09      |                |      |

## スタッフ
第一回の担当者を(陸)、第二回の担当者を(海)と表記する。
| - 音楽 - 木村秀彬（陸,海） エバン・コール（陸,海） - 声の演出 - 青二プロダクション（陸,海） - タイトルCG - 上竹伸枝（陸） 永田明日香（海） - 撮影 - ピーター・マイタン（陸,海） - 照明 - 北澤周子（陸,海） - 音声 - 塩田貢（陸） 緒形慎一郎（海） - 映像技術 - 鴻巣太郎（陸,海） 石川智太郎（陸,海） - 映像デザイン - 西川彰一（陸,海） - VFX - 松永孝治（陸,海） - CG制作 - 日髙公平（陸,海） | - 古生物監修 - 小林快次（陸,海） 真鍋真（陸,海） 川上和人（陸） 田中康平（陸） ヒシグジャフ・ツォクトバートル（陸） ローレンス・ウィットマー（陸） 小西卓哉（海） 加藤英明（海） ディーン・ローマックス（海） ニザール・イブラヒム（海） - 脚本 - 今井雅子（陸,海） - CGディレクター - 渡部辰宏（陸） 朝山文秋（海） - CGモデリング - 加藤久典（陸） 遠藤龍一（海） - CGアニメーター - 小川光悦（陸） 田島誠人（海） - CG特殊効果 - 北川茂臣（陸） 吉田慶（海） - CG合成 - 加藤晴規（陸） 戸梶雅章（海） | - 音響効果 - 山田正幸（陸,海） - 編集 - 森本光則（陸） 梅本京平（海） - コーディネーター - 柿本裕（陸） 内田泉（海） - リサーチャー - 蒋楽群（陸） 近藤雅彦（海） - 取材 - 遠藤玲奈（陸,海） 黒木健太（陸） 氏家美佐（海） - ディレクター - 植田和貴（陸,海） 松舟由祐（陸,海） - 制作統括 - 松尾健（陸,海） 足立泰啓（陸,海） - 制作 - NHKエンタープライズ - 制作･著作 - NHK |

## 放送・展開

### 評価
従来の日本の恐竜番組と比べて精密かつ臨場感溢れる恐竜たちのリアルなCG映像は極めて質の高い完成度であり、視聴者から一定の高い評価を得ている。一方で、恐竜に擬人的な表現や過度に感情移入させるような情緒的な演出に批判もある。

### 書籍化
本作品の放送後、2019年7月19日にナショナルジオグラフィック社より書籍版が発行された。こちらでは陸編と海編の特集に加えて、日本で発見されたパーフェクト恐竜むかわ竜についても詳しく特集されている。番組中でカットされた説明を大量に補うようになっている。

### サウンドトラック
2019年9月現在、本作品のサウンドトラックのCD販売は行われておらず、Apple Musicでのみ配信が実施されている。

### 海外での放送
本作品は海外でも放送・配信されており、CG映像などのついて高い評価を得ている。英題はAmazing Dinoworldとして紹介されている。

## 関連事業
NHKEテレの番組『ブレイクッ!』で武井壮をMCとして「とびだす恐竜(ディ～ノ)フレンズ」という恐竜図鑑企画が開催されている。子ども科学電話相談でも恐竜博を踏まえたテーマでの放送が行われたほか、日本各地でトークショーやAR体験などのイベントが開催された。また、劇中に登場した生物のグラフィックをAR・VRで体験することのできるアプリが公開されている。
国立科学博物館で2019年7月13日から10月14日まで開催された『恐竜博2019 THE DINOSAUR EXPO』の主催にNHKがつき、関連事業として位置付けられている。本作で特集されたデイノケイルスが目玉展示の1つとされたほか、モササウルス科に属する北海道のフォスフォロサウルスと和歌山県のメガプテリギウスも展示された。
『恐竜超伝説 劇場版ダーウィンが来た!』ではCGが流用されている。